# Phlegmariurus guangdongensis
Phlegmariurus guangdongensis är en lummerväxtart som beskrevs av Ren Chang Ching. Phlegmariurus guangdongensis ingår i släktet Phlegmariurus och familjen lummerväxter. Inga underarter finns listade i Catalogue of Life.